# Schieren, Segeberg
Schieren là một đô thị ở huyện Segeberg, bang Schleswig-Holstein Segeberg, ở bang Schleswig-Holstein, Đức. Đô thị Schieren, Segeberg có diện tích 6,36 km², dân số thời điểm ngày 31 tháng 12 năm 2006 là 280 người.